# Виа Постумия
Виа Постумия (на латински: Via Postumia) е римски път от Генуа за Аквилея, дълъг около 300 римски мили, това са около 450 километра. Пътят е построен през 148 пр.н.е. по заповед на консула Спурий Постумий Албин Магнус.